# Drapetis latipennis
Drapetis latipennis är en tvåvingeart som beskrevs av Axel Leonard Melander 1902. Drapetis latipennis ingår i släktet Drapetis och familjen puckeldansflugor.
Artens utbredningsområde är Wisconsin. Inga underarter finns listade i Catalogue of Life.